# جزيرة تيدونغ الصغرى
جزيرة تيدونغ الصغرى وهي جزيرة من جزر إندونيسيا، وتقع في إقليم جاكارتا.